# Stanley Kroenke
Enos Stanley "Stan" Kroenke (ur. 29 lipca 1947) to amerykański przedsiębiorca biznesowy znajdujący się na liście 400 najbogatszych ludzi świata przygotowanej przez magazyn Forbes. Jego żona, Ann Walton, jest dziedziczką sieci supermarketów Wal-Mart. Kroenke jest właścicielem zespołu koszykówki Denver Nuggets, zespołu piłkarskiego Colorado Rapids i zespołu hokejowego Colorado Avalanche. Jest także głównym udziałowcem angielskiej drużyny piłkarskiej - Arsenal F.C. oraz posiada 40% udziałów w klubie futbolu amerykańskiego Los Angeles Rams. Jest ojcem bliźniaczek: Katie i Brett.